# Wacław Rogaliński
Wacław Rogaliński (ur. 18 sierpnia 1910 w Berlinie, zm. 30 marca 1980 w Poznaniu) – polski pedagog, działacz społeczny i regionalny.

## Życiorys
Urodził się jako syn Hieronima i Anny z Krajewskich. Rodzina zamieszkiwała w Berlinie, ale kultywowała polskie tradycje patriotyczne. W 1921, po śmierci ojca, przyjechał z matką do Poznania, gdzie wstąpił do Męskiego Seminarium Nauczycielskiego. Po maturze pracował jako przewodnik po Powszechnej Wystawie Krajowej (1929), a po jej zamknięciu podjął pracę nauczyciela w Gruziatyniu. Od 30 kwietnia 1930 nauczał w szkole w Sulmierzycach, by stać się jej kierownikiem (do września 1939).
Po kampanii wrześniowej dostał się do niewoli niemieckiej, z której zbiegł. W Sulmierzycach ponownie go uwięziono, tym razem jako zakładnika. 10 grudnia 1939 wysiedlono go do Ryk. Od 1940 do 1945 pracował w Woli Mysłowskiej jako nauczyciel, a następnie kierownik szkoły. Prowadził też tajne nauczanie i założył spółdzielnię mleczarską w Żelechowie.
Po 1945 powrócił do Sulmierzyc na stanowisko kierownika szkoły, zostając jednocześnie wiceburmistrzem. Od 15 lutego 1948 uczył w Pile, gdzie przyczynił się do odbudowy Domu Staszica. Od 1948 do 1949 przeniósł się do Mosiny, gdzie również kierował szkołą.
1 października 1949 powołano go na stanowisko naczelnika Wydziału Kontroli Wewnętrznej, a potem Wydziału Organizacyjnego i Finansowo-Gospodarczego w Dyrekcji Okręgowej Szkolenia Zawodowego w Poznaniu. Od 1 września 1950 został dyrektorem Szkoły Rzemiosł Budowlanych, a od 1 września 1951 dyrektorem (p.o.) Zasadniczej Szkoły Samochodowej w Poznaniu. Od 1955 był dyrektorem Zespołu Szkół Samochodowych. Zainicjował budowę technikum i szkoły zawodowej wraz z internatem, warsztatami i domem nauczycielskim.
W 1970 uzyskał stopień magistra pedagogiki na UAM. 31 sierpnia 1972 przeszedł na emeryturę.
Był aktywnym działaczem Towarzystwa Miłośników Miasta Poznania (w tym wiceprezesem). Działał w nim od 1967 do śmierci. Był inicjatorem odbudowy pomnika Sebastiana Klonowica w Sulmierzycach, przywrócenia Sulmierzycom praw miejskich (1973), a także współinicjatorem usypania w Poznaniu Kopca Wolności.
Pochowany został 5 kwietnia 1980 na Cmentarzu Junikowskim.

## Odznaczenia
Udekorowany Krzyżem Kawalerskim Orderu Odrodzenia Polski.